# Блужин, Владимир Николаевич
Влади́мир Никола́евич Блу́жин (22 марта 1969, Нижний Тагил, РСФСР, СССР) — советский и российский футболист. Выступал на различных позициях от защитника до нападающего.

## Клубная карьера
Воспитанник ДЮСШ «Уралец» (Нижний Тагил). За основную команду выступал с 1987 по 1988 во второй лиге чемпионата СССР. Сыграл за «Уралец» 53 матча и забил 5 голов, команда дважды занимала места в середине турнирной таблицы

.
В 1989 и 1990 годах играл за клубы второй лиги «МЦОП-Металлург» Верхняя Пышма и смоленскую «Искру». Выступая за смоленский клуб, забил за сезон 8 голов в 39 сыгранных матчах, что стало для него лучшим результатом в карьере.
В 1991 году Блужин перешёл в «Уралмаш» и, сыграв в первом сезоне 34 матча, помог клубу выйти в высшую лигу чемпионата России с третьего места. 29 марта 1992 года дебютировал в чемпионате России, отыграв полностью выездной матч против «Факела»
. 12 апреля забил первый гол за клуб, поразив ворота Аристида Панайотиди из «Динамо-Газовика»
. За уральскую команду Блужин выступал до окончания карьеры в 2003 году за исключением начала 1993 года, когда находился в расположении венгерского клуба второго дивизиона «Сегед», а также — 1997 года (в это время он защищал цвета тульского «Арсенала» и «Газовика-Газпрома»). В 1996 году сыграл за «Уралмаш» 4 матча в кубке Интертото, а шесть лет спустя помог команде выиграть чемпионат второй лиги в зоне «Урал».

## Достижения
Уралмаш
- Третье место в Первой лиге СССР (1): 1991
- Победитель Второй лиги России (1): 2002